# Discorso sullo stato dell'Unione (Stati Uniti d'America)

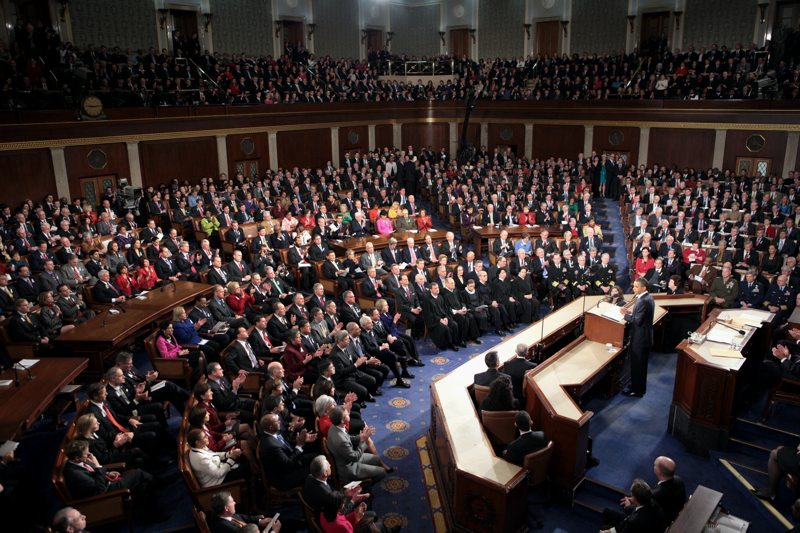
Il discorso sullo stato dell'unione tenuto da Barack Obama nel 2011

Il discorso sullo stato dell'Unione (in inglese: State of the Union Address) è una relazione tenuta dal presidente degli Stati Uniti d'America di fronte al Congresso convocato a sezioni unite, in genere con frequenza annuale.

## Storia
George Washington fece il primo discorso annuale al Congresso a sezioni unite l'8 gennaio 1790, a New York (l'allora capitale), all'interno della Federal Hall. Nel 1801, Thomas Jefferson decise di non tenere il discorso, ritenendolo troppo monarchico, ma di inviare piuttosto un rapporto scritto al Congresso. Questa pratica fu mantenuta per più di un secolo, fino al 1913, con Woodrow Wilson, che tornò a leggere personalmente il discorso. Con l'avvento dei mezzi di comunicazione di massa, in particolare radio e televisione, nel 1922 il discorso iniziò a essere trasmesso in diretta anche al pubblico.
È stato rimandato – per la prima volta nella storia degli USA – nel 2019 durante la presidenza di Donald Trump, in seguito al government shutdown proclamato dell'amministrazione.

## Contenuto
In tale discorso il presidente descrive sia le condizioni generali della nazione sotto un profilo sociale, economico e politico, sia l'agenda governativa corrente, i progetti per il futuro e le priorità.
Il discorso è tenuto sulla base dell'articolo II, terza sezione, della Costituzione degli Stati Uniti d'America, che richiede al presidente di riferire al Congresso lo "stato dell'unione" e le misure che crede sia necessario prendere.